# Боратынский, Пётр
Пётр Боратынский (пол. Piotr Boratyński; 1509 — 15 июня 1558, Краков) — польский шляхтич русского происхождения, военный и государственный деятель Королевства Польского, дипломат.

## Биография
Представитель польского дворянского рода Боратынских герба «Корчак». Отец — староста рогатинский Ян Боратынский (+ 1546), а мать — Софья Новомейская.
О его молодости ничего не известно, кроме того, что большую часть ее он провел за границей. В 1537 году он стал придворным Сигизмунда Старого, а затем королевским секретарем. В 1547—1553 годах избирался депутатом сейма от Краковского воеводства. Как умелый юрист помогал Якубу Пшилусскому прорабатывать уставы. По примеру отца стал публичным политиком, был хорошим оратором. На последнем сейме короля Сигизмунда I Старого 1547—1548 годов со Станиславом Подлодовским защищал шляхетские права. На Пётркувском сейме 1548 года пять раз выступал против брака короля Сигизмунда II Августа с литовской аристократкой Барбарой Радзивилл. Его речь 16 ноября Л. Гурницкий считал «образцом красноречия».
В 1551 году Пётр Боратынский в качестве королевского секретаря находился в Вармии из-за номинации епископа Станислава Гозюша. В том 1551 году получил должность бургграфа краковского. Часто выступал против католического клира и защищал протестантов. Во время торжественной службы в кафедральном соборе Кракова 26 мая 1552 года призвал покинуть храм Иеронима Оссолинского, который имел «отлучение». 8 июля 1552 года в свите Петра Кмиты прибыл с королем в Гданьск, где не допустил к стычке между польскими дворянами и городской стражей.
В 1554 году Пётр Боратынский был назначен каштеляном пшемыльским, а в 1556 году — каштеляном белзским (после возвращения из Трансильвании, куда он сопровождал принцессу Изабеллу, старшую дочь Сигизмунда Старого и Боны Сфорцы). В 1555 году он стал руководить самборским староством, которое королева Бона Сфорца отдала своей дочери изабелле во время пребывания в Польше. В феврале 1556 года Пётр Боратынский сопровождал королеву Бону до границ Польши. В 1557 году, вероятно, был послом в Трансильвании из-за заключения соглашения между Фердинандом Габсбургом и королевной Изабеллой.
В 1558 году Пётр Боратынский заболел и скончался во время лечения 15 июня. Был похоронен в кафедре святых Станислава и Вацлава замка Вавеля, на средства жены было сделано и поставлено в ней его ренессансное надгробие при северной стене храма, сохранившееся по крайней мере в конце XIX века.

## Семья
Первая жена — Эльжбета Гжегожевская, детей не было. Вторая — Варвара Дзедушицкая герба Сас, дочь львовского подсудка Ивана, сестра Вацлава Дзедушицких. Сын:
- Ян Боратынский (род. 1551/1552), хорунжий пшемысльский, староста рогатинский. Его жена — Барбара Лисаковская. Польский писатель Николай Реэй волновался из-за возможного угасания рода Боратынских.

По данным Каспера Несецкого, дочь София — жена Замеховского, герб Гриф.